# Гінка Ярослав Ярославович
Яросла́в Яросла́вович Гі́нка (нар. 21 листопада 1980, м. Львів) — український політик. Народний депутат України. Голова Львівської обласної організації політичної партії «УДАР (Український демократичний альянс за реформи) Віталія Кличка» (з 2010).

## Освіта
У 1999 р. закінчив СШ № 62 м. Львова. У 2008 р. закінчив Львівський регіональний інститут державного управління Національної Академії державного управління при Президентові України, де здобув вищу освіту та кваліфікацію спеціаліста за спеціальністю менеджер організації та економіки праці.

## Кар'єра
- Квітень — червень 2003 — офіс-менеджер ЗАТ «Аналітик».
- 2004–2007 — комерційний агент ВАТ «Пансіонат „Золотий Лев“».
- Липень 2007 — лютий 2008 — директор ТОВ «Грін Медіа Плюс».
- 2008–2010 — голова правління ВАТ «Пансіонат „Золотий Лев“».
- Квітень 2010–2012 — директор ТОВ «Пансіонат „Золотий Лев“».

У 2001 — активіст руху «Україна без Кучми».
Член ЛМО ГП «Пора» (2006–2010).
Член ЛОО ВМГО «Фундація регіональних ініціатив» (з 2008).
Заступник голови ГО «Рідні Брюховичі» (з 2010).
Керівник фракції «УДАР» у Львівській міськраді (2010–2012).

## Парламентська діяльність
Народний депутат України 7-го скликання з 12 грудня 2012 до 27 листопада 2014 від ПП «УДАР (Український демократичний альянс за реформи) Віталія Кличка», № 20 в списку. Голова підкомітету з питань підприємництва та регуляторної політики Комітету з питань підприємництва, регуляторної та антимонопольної політики.

## Сім'я
Одружений. Дочки Аня та Соломія.